# Mouterhouse
Mouterhouse [mutəʁuz] est une commune française du département de la Moselle en région Grand Est.
Village rural de Lorraine, du pays de Bitche et du bassin de vie de la Moselle-est, Mouterhouse est situé à 49,2 km au nord-ouest de Strasbourg, dans le terroir du parc naturel régional des Vosges du Nord. Au niveau intercommunal, la municipalité est intégrée dans la communauté de communes du Pays de Bitche qui regroupe 46 localités autour de Bitche. En 2022, la population légale est de 273 habitants, appelés les Mouterhousiens.
Mouterhouse est attesté dans les textes d'archives à partir du XVIe siècle. Dépendante du Saint-Empire, la localité est successivement la propriété des comtes de Deux-Ponts-Bitche (XVIe siècle) puis des ducs de Lorraine (1570). Durant la guerre de Trente Ans, la population souffre des multiples passages de troupes et sort du conflit exsangue et décimée. La paix retrouvée, des migrants participent au redressement de la communauté. 
Le village devient français en 1766 sous Louis XV avec le rattachement du duché de Lorraine au royaume de France. À la suite du traité de Francfort, comme le reste de l'l'actuel département de la Moselle et l'Alsace, Mouterhouse devient allemand durant la période du Reichsland (1871-1918) puis lors de l'occupation nazie (1940-1945).
Aujourd'hui, le village de Mouterhouse reste principalement connu pour les nombreuses forges qu'il a abrité du XVIIe siècle au XXe siècle.

## Géographie

### Localisation
Au plus profond du pays couvert, le village de Mouterhouse, avec ses nombreux écarts égrenés le long des rivières, possède le plus vaste ban du pays de Bitche, couvrant une superficie de plus de 4 200 hectares.
Le village se situe au confluent de la Moderbach et du Breidenbach, dans la vallée de la Zinsel, à six kilomètres de la gare de Bannstein et à douze kilomètres de Bitche.

### Géologie et relief
Des étangs artificiels se succèdent dans la vallée de la Zinsel et de son affluent le Moderbach. Créés pour l'industrie métallurgique, qui se développe dans le secteur dès le début du XVIIe siècle mais peut-être, plus anciennement, pour alimenter des viviers à poissons et faire tourner les moulins à grain, ils s'étirent comme des chapelets.
Le grand étang, déjà décrit en 1785 dans l'Atlas topographique du Pays de Bitche, est le plus vaste d'entre eux puisqu'il mesure un kilomètre de long. Il est agrandi jusqu'aux ruines du château situées au Kapellenhof. L'étang est propriété de la famille de Dietrich jusqu'à une date récente.
Système d’information pour la gestion des eaux souterraines du bassin Rhin-Meuse : Géologie : Carte géologique; Coupes géologiques et techniques]
La commune se compose de 40,53 hectares de territoires artificialisés (5,73 %), 484,85 hectares de territoires agricoles (68,58 %) et 181,78 hectares de forêts et milieux semi-naturels (25,71 %).
Espaces naturels :
- Huit espaces protégés hors Natura 2000 :

Bétulaie Tourbeuse du Bitschertal,
Rochers et Tourbières du Pays de Bitche,
Parois Rocheuses des Voies Ferrées de Bitche-Lembey et de Bitche-Eguelshardt,
Forêt de Hanau Mouterhouse Sturzelbronn Goendersberg,
Réserve de Biosphère, zone centrale,
Réserve de Biosphère, zone tampon,
Réserve de Biosphère, zone de transition.
Parc naturel régional,
- Deux espaces protégés Natura 2000 :

Cours d'eau, tourbières, rochers et forêts des Vosges du nord et souterrain de Ramstein,
Forêts, rochers et étangs du pays de Bitche.
- Cinq zones naturelles d'intérêt écologique, faunistique et floristique (Znieff) :

Forêts du Pays de Bitche et gîtes à chiroptères,
Pays de Bitche,
Gîte à chiroptères à Soucht,
Cours d'eau et tourbières des Vosges du Nord,
Gîtes à chiroptères à Mouterhouse.

### Écarts et lieux-dits
Les écarts sont nombreux, comprenant seulement quelques maisons :
- Afrique de 1876.
- Altschmelz ou Vieille-Fonderie, dont il ne subsiste plus aujourd'hui que les vestiges des vannes et les bâtiments de la fonderie ou du marteau à castine.
- Bitschertal ou vallée de Bitche.
- Gros-Marteau, où l'ancienne chapelle des forges est reconstruite en 1763-1764.
- Grünberg, au pied duquel se dresse la chapelle Notre-Dame-de-la-Miséricorde datant du début du XVIe siècle.
- Hammerkopf ou Tête-de-Marteau de 1869.
- Hirtenberg de 1861.
- Hochkopf de 1845.
- Hohe Weyersberg, ruines d'un château érigé en 1560 pour Jacques de Deux-Ponts-Bitche.
- Hungerbach de 1869.
- Kapellenhof, ou quartier de la Chapelle, où se situent les ruines du château.
- Kleinhammer ou Petit-Marteau, ancien logement des ouvriers de la forge.
- Langenberg, une ancienne scierie bâtie en 1846, où l'église paroissiale est érigée en 1869.
- Neuhammer ou Marteau-Neuf de 1846.
- Ochsenhubel de 1869.
- Schindelthal, où subsistent les bâtiments d'une ancienne tuilerie construite dans la première moitié du XIXe siècle.
- Schnepfenmühle de 1845.

Les origines des annexes Altschmelz, Jockelshof ou Jakobshof, Kleinhammer, Lindel, Neuschmelz et Schindelthal sont inconnues.
Dans le Hasselthal, entre Althorn et Mouterhouse, s'élevaient jadis de nombreuses baraques qui servaient très probablement de refuge aux malheureux habitants des villages détruits pendant la guerre de Trente Ans. Ces maisons n'existent plus en 1753. La ferme y est construite en 1860 et la maison forestière en 1856.
La ferme de l'annexe disparue de Peterphilippsgarten, construite après 1755, est démolie en 1882, la maison de l'annexe de Weisbach suit le même sort en 1877.

### Sismicité
Commune située dans une zone de sismicité 3 modérée.

### Hydrographie et les eaux souterraines

#### Réseau hydrographique
La commune est située dans le bassin versant du Rhin au sein du bassin Rhin-Meuse. Elle est drainée par la Zinsel du Nord, le ruisseau Breidenbach et le ruisseau Wiessbach.
La Zinsel du Nord, d'une longueur totale de 43,2 km, prend sa source dans la commune  et se jette  dans la Moder à Schweighouse-sur-Moder, après avoir traversé douze communes.

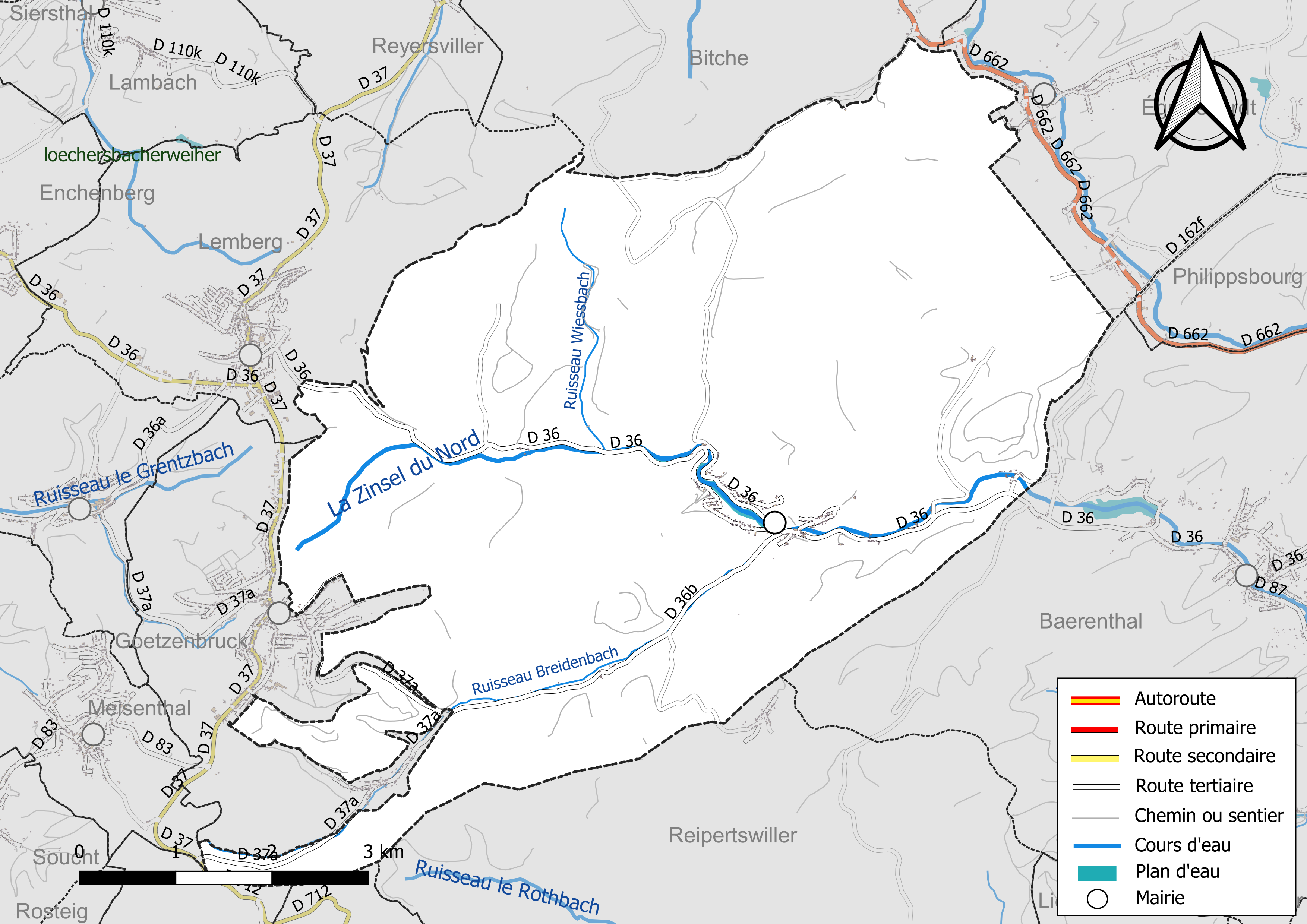
Réseaux hydrographique et routier de Mouterhouse.

#### Gestion et qualité des eaux
Le territoire communal est couvert par le schéma d'aménagement et de gestion des eaux (SAGE) « Moder ». Ce document de planification, dont le territoire correspond au bassin versant de la Moder, d'une superficie de 1 720 km2,  est en cours d'élaboration. La structure porteuse de l'élaboration et de la mise en œuvre est le Syndicat des Eaux et de l’Assainissement Alsace-Moselle. Il définit sur son territoire les objectifs généraux d’utilisation, de mise en valeur et de protection quantitative et qualitative des ressources en eau superficielle et souterraine, en respect des objectifs de qualité définis dans le SDAGE  du Bassin Rhin-Meuse.
La qualité des eaux des principaux cours d’eau de la commune, notamment de la Zinsel du Nord, peut être consultée sur un site dédié géré par les agences de l’eau et l’Agence française pour la biodiversité.

### Climat
Pour des articles plus généraux, voir Climat du Grand Est et Climat de la Moselle.
En 2010, le climat de la commune est de type climat des marges montagnardes, selon une étude du Centre national de la recherche scientifique s'appuyant sur une série de données couvrant la période 1971-2000. En 2020, Météo-France publie une typologie des climats de la France métropolitaine dans laquelle la commune est exposée à un climat semi-continental et est dans la région climatique  Vosges, caractérisée par une pluviométrie très élevée (1 500 à 2 000 mm/an) en toutes saisons et un hiver rude (moins de 1 °C). 
Pour la période 1971-2000, la température annuelle moyenne est de 9,9 °C, avec une amplitude thermique annuelle de 17,4 °C. Le cumul annuel moyen de précipitations est de 904 mm, avec 12 jours de précipitations en janvier et 10,1 jours en juillet. Pour la période 1991-2020, la température moyenne annuelle observée sur la station météorologique installée sur la commune est de 10,1 °C et le cumul annuel moyen de précipitations est de 954,2 mm. 
La température maximale relevée sur cette station est de 40,4 °C, atteinte le 25 juillet 2019 ; la température minimale est de −23 °C, atteinte le 13 janvier 1987,,. 
| Mois                                  | jan.           | fév.         | mars           | avril        | mai             | juin        | jui.           | août          | sep.            | oct.          | nov.           | déc.          | année     |
| ------------------------------------- | -------------- | ------------ | -------------- | ------------ | --------------- | ----------- | -------------- | ------------- | --------------- | ------------- | -------------- | ------------- | --------- |
| Température minimale moyenne (°C)     | −1,5           | −1,7         | 0,2            | 2,6          | 6,8             | 10,1        | 11,9           | 11,5          | 7,8             | 5,3           | 2              | −0,4          | 4,5       |
| Température moyenne (°C)              | 1,7            | 2,6          | 6              | 9,7          | 13,8            | 17,2        | 19,1           | 18,7          | 14,5            | 10,3          | 5,5            | 2,5           | 10,1      |
| Température maximale moyenne (°C)     | 4,9            | 6,9          | 11,9           | 16,8         | 20,8            | 24,3        | 26,4           | 26            | 21,2            | 15,3          | 8,9            | 5,4           | 15,7      |
| Record de froid (°C) date du record   | −23 13.01.1987 | −21 07.02.12 | −19,5 01.03.05 | −10 08.04.03 | −4,6 07.05.1979 | −1 08.06.05 | 1,3 16.07.1977 | 0 29.08.1978  | −4,2 18.09.1977 | −8 29.10.12   | −15 23.11.1998 | −22 24.12.01  | −23 1987  |
| Record de chaleur (°C) date du record | 17 30.01.02    | 22 27.02.19  | 26,3 31.03.21  | 31 28.04.12  | 34 28.05.17     | 38 26.06.19 | 40,4 25.07.19  | 40,1 07.08.15 | 35 15.09.20     | 28,6 13.10.23 | 22,9 02.11.20  | 18,1 31.12.22 | 40,4 2019 |
| Précipitations (mm)                   | 92,3           | 79,6         | 79,3           | 54,6         | 78,4            | 69,1        | 75,8           | 68,8          | 71,8            | 82,8          | 89,4           | 112,3         | 954,2     |

| Diagramme climatique                                  |             |             |             |             |              |              |            |             |             |          |              |
| J                                                     | F           | M           | A           | M           | J            | J            | A          | S           | O           | N        | D            |
| 4,9−1,592,3                                           | 6,9−1,779,6 | 11,90,279,3 | 16,82,654,6 | 20,86,878,4 | 24,310,169,1 | 26,411,975,8 | 2611,568,8 | 21,27,871,8 | 15,35,382,8 | 8,9289,4 | 5,4−0,4112,3 |
| Moyennes : • Temp. maxi et mini °C • Précipitation mm |             |             |             |             |              |              |            |             |             |          |              |

Les paramètres climatiques de la commune ont été estimés pour le milieu du siècle (2041-2070) selon différents scénarios d'émission de gaz à effet de serre à partir des nouvelles projections climatiques de référence DRIAS-2020. Ils sont consultables sur un site dédié publié par Météo-France en novembre 2022.

## Urbanisme

### Typologie
Au 1er janvier 2024, Mouterhouse est catégorisée commune rurale à habitat dispersé, selon la nouvelle grille communale de densité à sept niveaux définie par l'Insee en 2022.
Elle est située hors unité urbaine et hors attraction des villes,.

### Occupation des sols
L'occupation des sols de la commune, telle qu'elle ressort de la base de données européenne d’occupation biophysique des sols Corine Land Cover (CLC), est marquée par l'importance des forêts et milieux semi-naturels (95,4 % en 2018), en diminution par rapport à 1990 (97,9 %). La répartition détaillée en 2018 est la suivante : 
forêts (95,4 %), terres arables (2,7 %), zones urbanisées (1,3 %), prairies (0,6 %). L'évolution de l’occupation des sols de la commune et de ses infrastructures peut être observée sur les différentes représentations cartographiques du territoire : la carte de Cassini (XVIIIe siècle), la carte d'état-major (1820-1866) et les cartes ou photos aériennes de l'IGN pour la période actuelle (1950 à aujourd'hui).

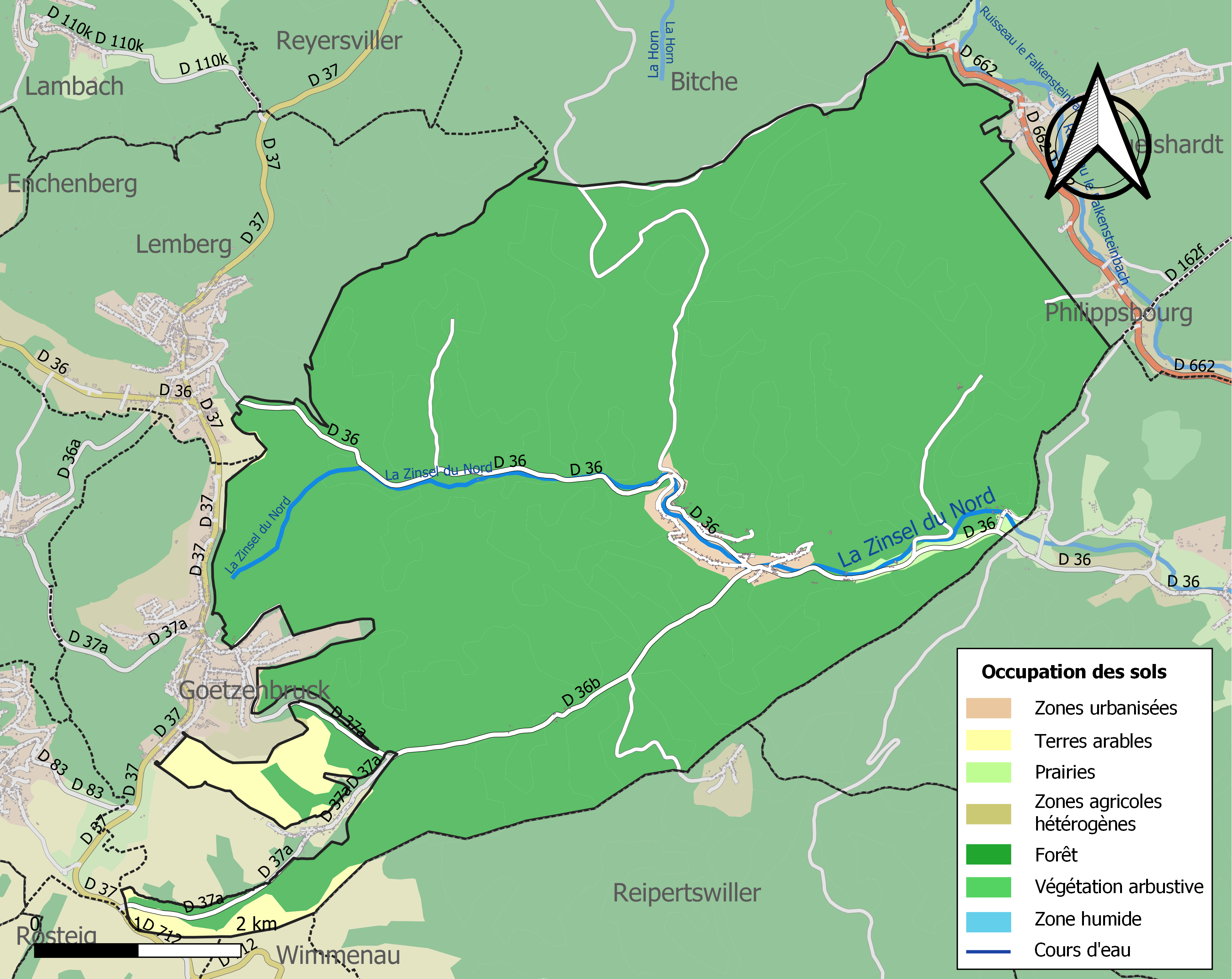
Carte des infrastructures et de l'occupation des sols de la commune en 2018 (CLC).

## Toponymie
- 1518 : Muterhausen, 1592 : Motterhausen, 1594 : Moterhausen, XVIIIe siècle: Moderhausen, 1751 : Moutterhauzen, 1771 : Moderhausen, 1793 : Mouderhausen, 1801 : Mutterhausen[33], XIXe siècle : Mouterhausen[34].
- En francique lorrain : Muterhüse[35].

## Histoire

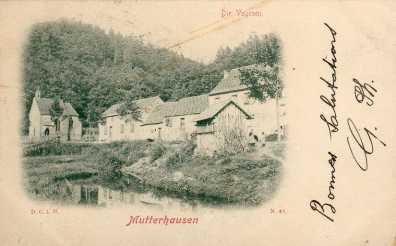
Vue du village et de la chapelle.

Le village de Mouterhouse est mentionnée en 1518 sous la forme Muterhausen, puis Moderhausen, de Moder ou Mutter, nom porté par la rivière et du vieil allemand Hus, Haus, la maison. Près du village passe alors la limite entre Médiomatriques et Triboques, connue comme frontière séparant encore de nos jours les diocèses de Metz et de Strasbourg et les départements de la Moselle et du Bas-Rhin.
La vallée, entourée de hauteurs boisées, fait partie de la seigneurie de Bitche. Deux châteaux de chasse, aujourd'hui disparus, appartenant aux comtes de Deux-Ponts-Bitche, se dressent, protecteurs de la localité, l'un au sommet du Hohe Weyersberg, l'autre au fond de la vallée. De ce dernier subsiste la chapelle castrale, construite en 1505 par le comte Reinhard de Deux-Ponts-Bitche, à qui le pape Léon X accorde des indulgences en 1518. Dans une île de l'étang en face de la chapelle, le dernier comte de Deux-Ponts-Bitche, Jacques, fait construire en 1550 un pavillon de chasse, en ruines depuis 1633. Là se forme par la suite le quartier de la chapelle. Un peu plus loin au sud-ouest, l'établissement de forges fera naître le village, au confluent des deux ruisseaux, le Breidenbach et le Moderbach qui forment la Zinselbach septentrionale, affluent de la Moder. C'est d'ailleurs le Moderbach qui donne son nom au village de Mouterhouse.
La première forge est établie en 1623 mais ruinée par les Suédois en 1633. Elle retrouve son activité en 1717 et appartient à la maison de Dietrich depuis 1843. Mais la Seconde Guerre mondiale lui est fatale : l'usine est complètement détruite fin décembre 1944 et plus jamais reconstruite. Cette importante sidérurgie est due au grès, contenant un horizon ferrugineux (jusqu'à 18 %). Ce minerai est extrait à flanc de coteau, la forêt fournissant l'énergie nécessaire sous forme de charbon de bois. L'activité sidérurgique est très importante jusqu'au milieu du XIXe siècle, où l'on compte plusieurs hauts fourneaux à Mouterhouse. Elle est ensuite concurrencée par la sidérurgie de la Lorraine centrale.
Pendant la Seconde Guerre mondiale, les habitants sont évacués de janvier à avril 1945 dans l'arrondissement de Pirmasens, en Allemagne. Le village est bombardé de décembre 1944 à avril 1945, et libéré le 19 mars 1945.

## Héraldique
| Blason de Mouterhouse | Blason  | Coupé parti d'argent au sapin arraché de sinople et de gueules à la croix de Lorraine d'or ; et de sinople au grêlier d'or. |
| Blason de Mouterhouse | Détails | Le statut officiel du blason reste à déterminer.                                                                            |

## Politique et administration
| Période                                  | Période  | Identité        | Étiquette | Qualité                                    |
| ---------------------------------------- | -------- | --------------- | --------- | ------------------------------------------ |
| Les données manquantes sont à compléter. |          |                 |           |                                            |
| juin 1986                                | 1999     | Georges Zilliox |           |                                            |
| 1999                                     | En cours | Guy Hammer      |           | Ouvrier qualifié de type industriel. Maire |

### Budget et fiscalité 2023
En 2023, le budget de la commune était constitué ainsi :
- total des produits de fonctionnement : 3 655 000 €, soit 1 266 € par habitant ;
- total des charges de fonctionnement : 283 000 €, soit 984 € par habitant ;
- total des ressources d'investissement : 91 000 €, soit 317 € par habitant ;
- total des emplois d'investissement : 164 000 €, soit 569 € par habitant ;
- endettement : 188 000 €, soit 654 € par habitant.

Avec les taux de fiscalité suivants :
- taxe d'habitation : 4,80 % ;
- taxe foncière sur les propriétés bâties : 22,42 % ;
- taxe foncière sur les propriétés non bâties : 73,92 % ;
- taxe additionnelle à la taxe foncière sur les propriétés non bâties : 0,00 % ;
- cotisation foncière des entreprises : 0,00 %.

Chiffres clés Revenus et pauvreté des ménages en 2021 : médiane en 2021 du revenu disponible, par unité de consommation : 20 890 €.

### Cultes
Au XVIIIe siècle, le village est une annexe de la vaste paroisse de Schorbach-Bitche et, en 1764, le maître des forges obtient l'établissement d'un vicaire résidant. Mouterhouse est érigée en paroisse en 1802 mais devient annexe de la paroisse de Soucht en 1808 avec un vicaire résident et ce jusqu'en 1869, date à laquelle la paroisse est définitivement rétablie. Une nouvelle église est érigée en 1869, dédiée à saint Jacques le Majeur, fêté le 25 juillet.
Pour les familles protestantes alsaciennes venues s'installer près des forges, une paroisse est créée en 1850 et la famille de Dietrich, propriétaires des forges, fait construire l'église luthérienne à ses frais dans les années 1856-1857 pour permettre aux ouvriers d'exercer leur culte.
Du point de vue administratif, le village a fait partie de 1790 à 1802 de l'éphémère canton de Lemberg, avant de passer dans celui de canton de Bitche, avec Althorn comme annexe de 1810 à 1837.

## Population et société

### Démographie

#### Évolution démographique
L'évolution du nombre d'habitants est connue à travers les recensements de la population effectués dans la commune depuis 1793. Pour les communes de moins de 10 000 habitants, une enquête de recensement portant sur toute la population est réalisée tous les cinq ans, les populations de référence des années intermédiaires étant quant à elles estimées par interpolation ou extrapolation. Pour la commune, le premier recensement exhaustif entrant dans le cadre du nouveau dispositif a été réalisé en 2006.

En 2022, la commune comptait 273 habitants, en évolution de −11,65 % par rapport à 2016 (Moselle : +0,52 %, France hors Mayotte : +2,11 %).
| 1793 | 1800 | 1806 | 1821 | 1836  | 1841 | 1861 | 1866 | 1871  |
| ---- | ---- | ---- | ---- | ----- | ---- | ---- | ---- | ----- |
| 419  | 458  | 568  | 937  | 1 066 | 596  | 850  | 973  | 1 009 |

| 1875  | 1880  | 1885 | 1890 | 1895 | 1900 | 1905 | 1910 | 1921 |
| ----- | ----- | ---- | ---- | ---- | ---- | ---- | ---- | ---- |
| 1 057 | 1 089 | 982  | 878  | 886  | 821  | 811  | 833  | 606  |

| 1926 | 1931 | 1936 | 1946 | 1954 | 1962 | 1968 | 1975 | 1982 |
| ---- | ---- | ---- | ---- | ---- | ---- | ---- | ---- | ---- |
| 500  | 473  | 463  | 304  | 372  | 326  | 326  | 351  | 318  |

| 1990 | 1999 | 2006 | 2011 | 2016 | 2021 | 2022 | - | - |
| ---- | ---- | ---- | ---- | ---- | ---- | ---- | - | - |
| 310  | 305  | 293  | 287  | 309  | 280  | 273  | - | - |

La population augmente régulièrement jusqu'au début du XXe siècle, passant de 587 habitants en 1817 à 821 en 1900. Elle diminue depuis cette époque et ne compte plus que 318 habitants lors du recensement de 1982. La Seconde Guerre mondiale, anéantissant le village et l'usine De Dietrich à la fin de 1944 et dans les premiers mois de 1945, est le dernier coup porté à l'économie locale.
Entre 1810 et 1837 le village d'Althorn appartenait à la commune de Mouterhouse.

## Lieux et monuments

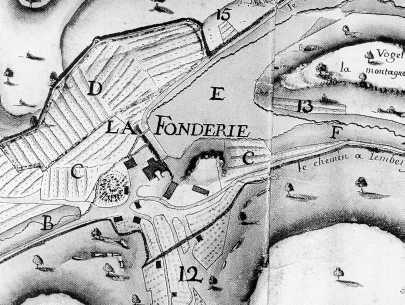
Relevé cadastral présentant la fonderie.

- Les ruines du château de Mouterhouse, construit en 1505[42].
- Les ruines du Hohe Weyersberg, datant de 1560[43].
- La forge, fondée en 1614[44].
- Le château de Sonis, datant de 1830[45].
- En bordure d'un chemin creux rejoignant la route forestière du Hochkopf, une croix rappelle le souvenir d'un assassinat commis ici quelques années auparavant.
- Le rocher du Carlsfels (Lindel, alt. 355 m) : lieu très sauvage et isolé, classé en tant que réserve naturelle depuis 1998[46] (sentier d'accès balisé dévié à présent) ; accès aux risques et périls des visiteurs, mais visite intéressante ! Promontoire de grès isolé, dominant au bout d'une crête, le vallon du Lindel (ancienne ferme reconvertie en pavillon de chasse gardée : attention, danger ! ).
- Le circuit des Grottes de Lemberg (Hasslingerfels, Chorfels et enfin, Krippenfels)[47]. Promenade circulaire en partance du chalet du Club Vosgien de Lemberg (Beerenberg, alt. 423 m), d'une durée de 3 heures environ et entièrement ombragée. Forêts de résineux sombres et odorantes, progression silencieuse et très agréable, visites d'étangs en fond de vallée bucoliques, rochers intéressants (bons abris), etc.
- Fontaine[48].
- La statue du "Moutestman", lieu touristique situé au centre du village.

## Édifices religieux

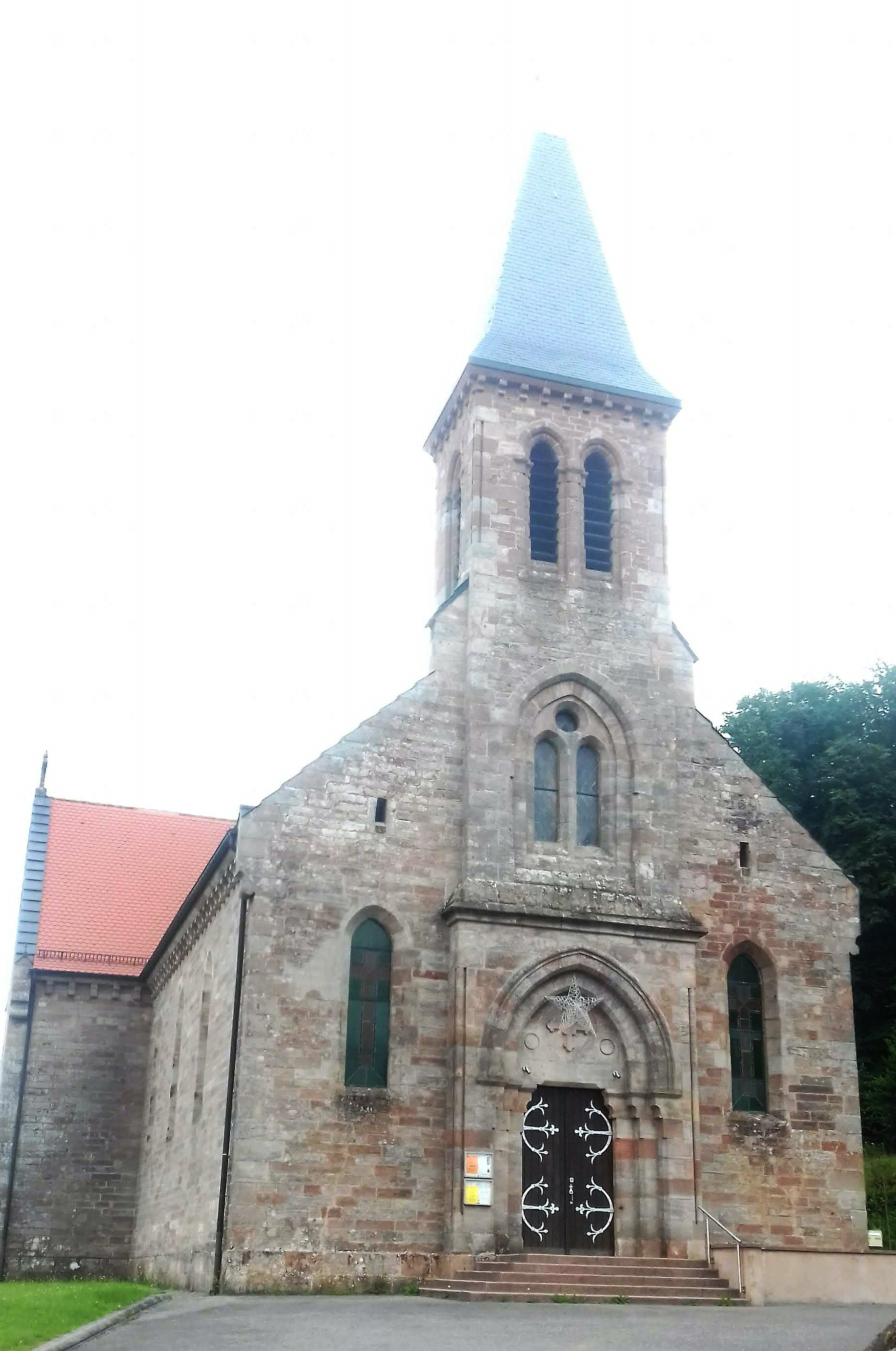
Église Saint-Jacques-le-Majeur.
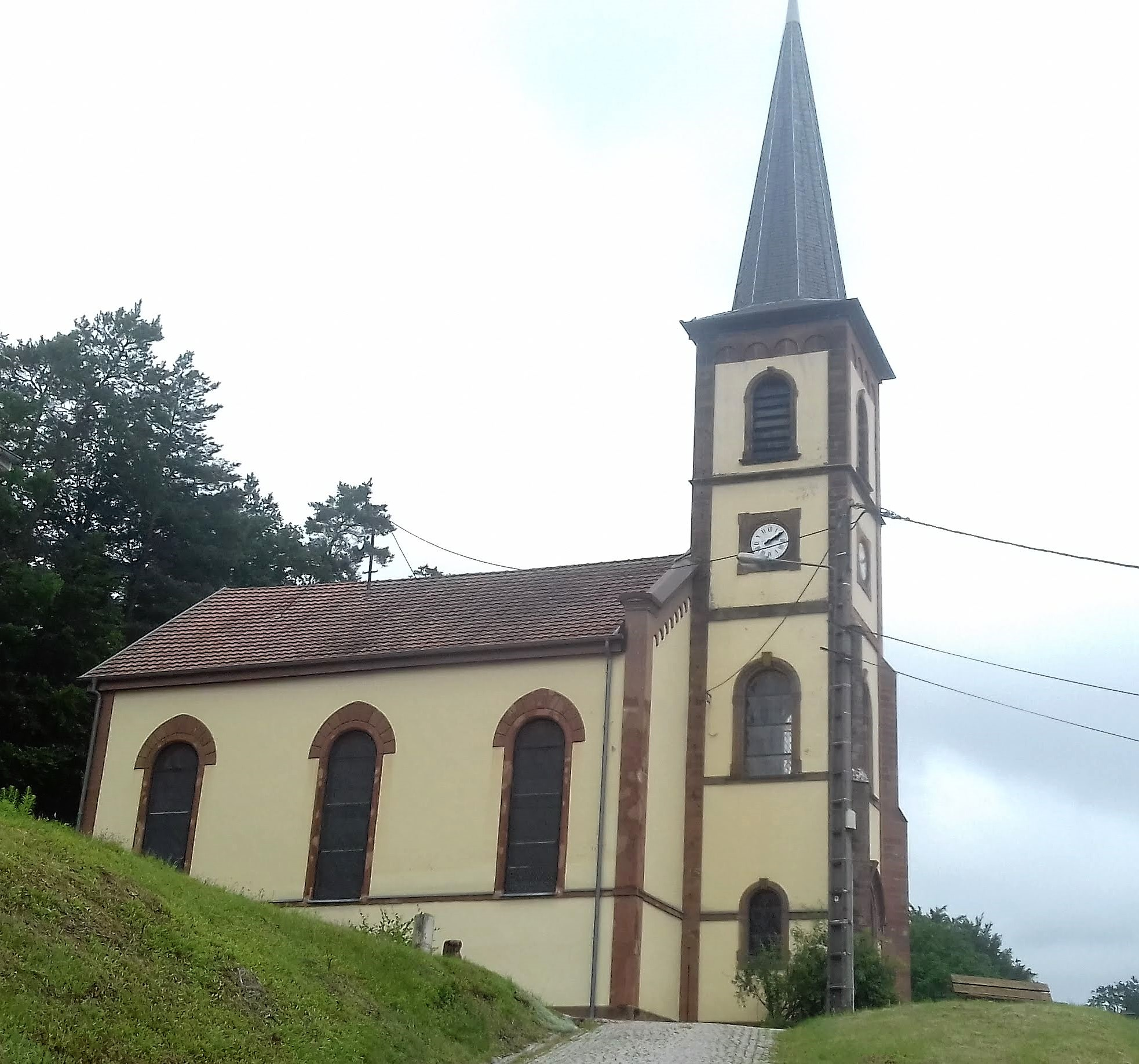
Temple protestant.
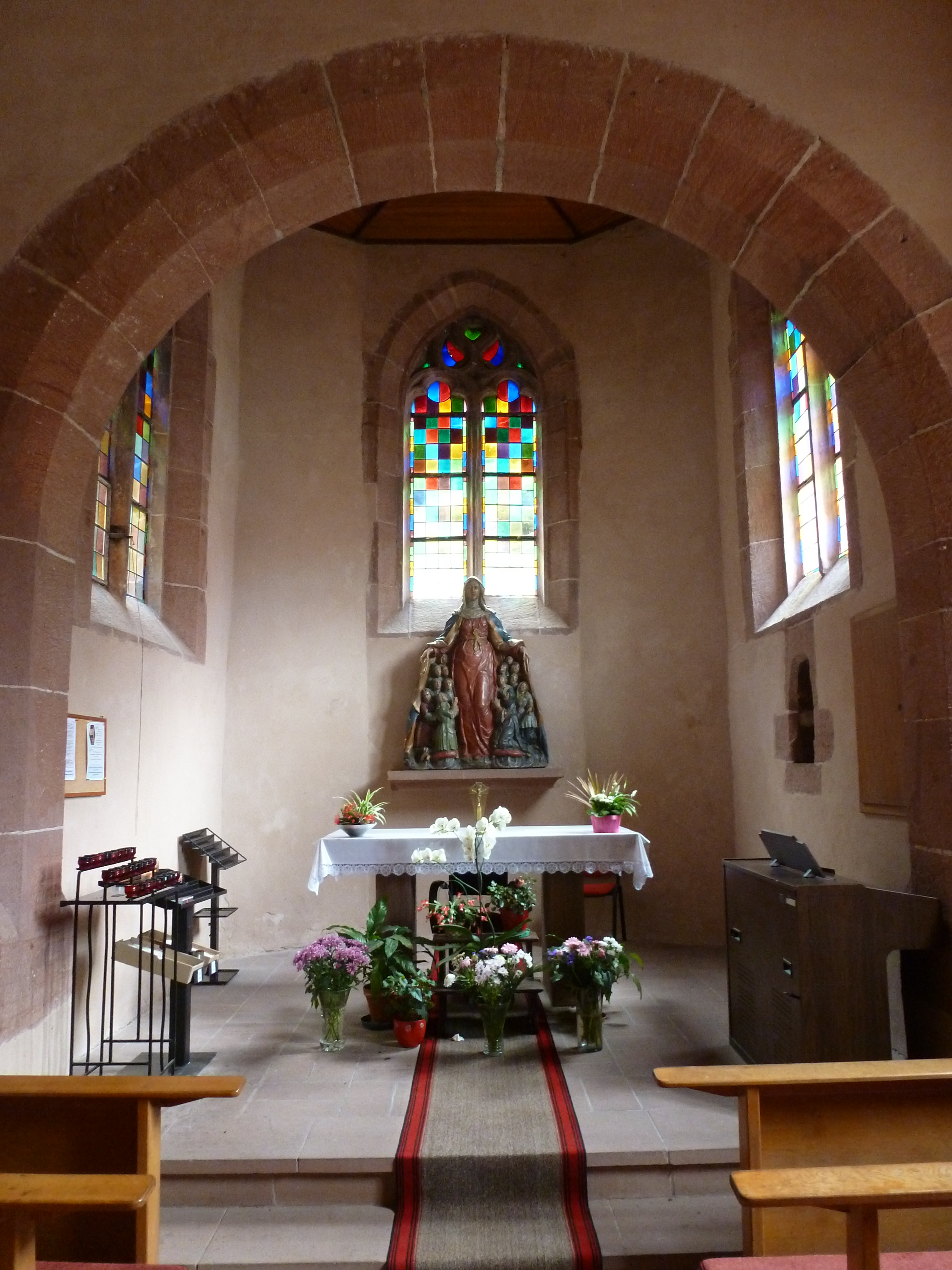
Intérieur chapelle Notre-Dame de la Miséricorde.
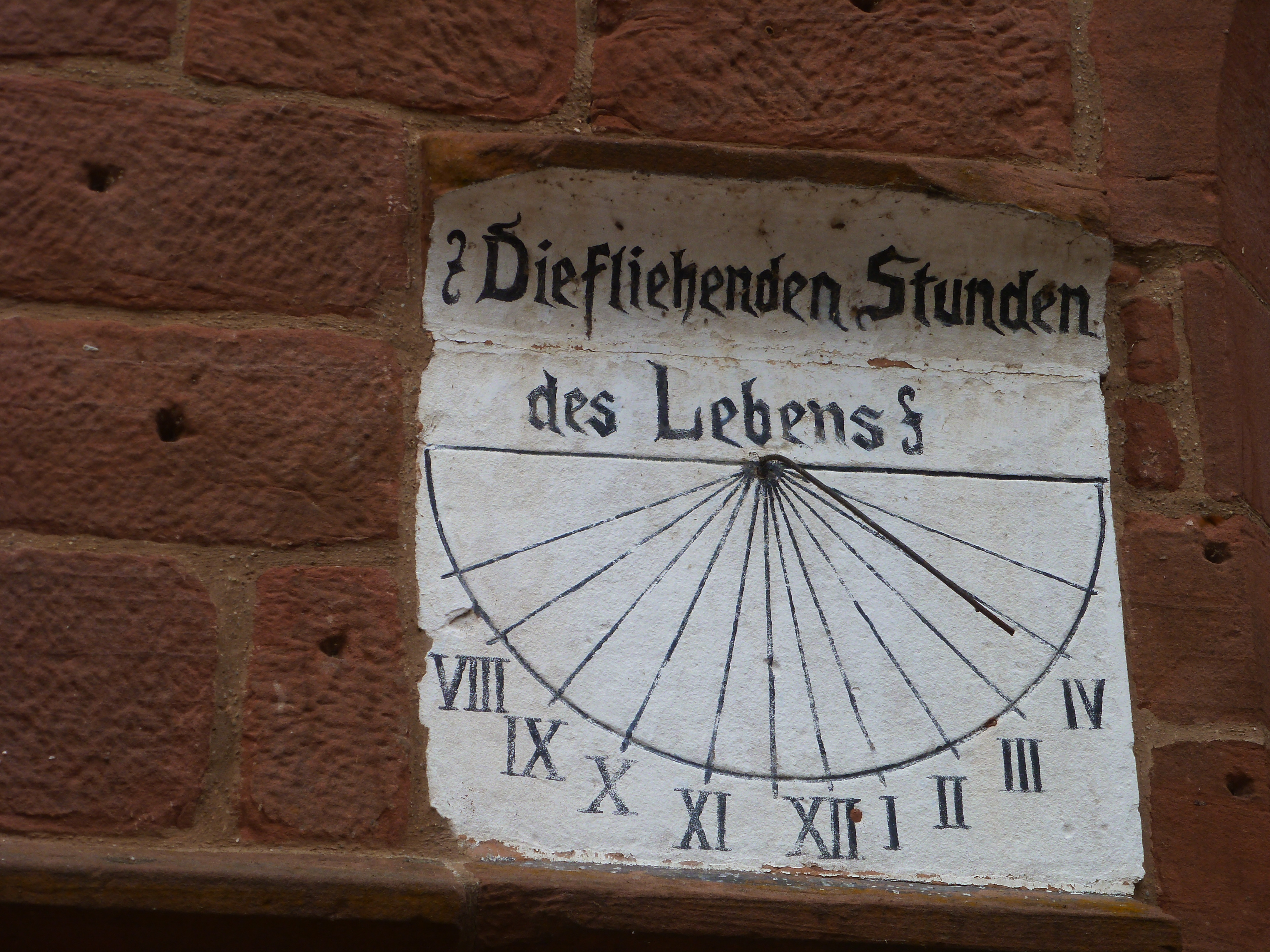
Cadran solaire de la Chapelle Notre-Dame de la Miséricorde.

- La chapelle Notre-Dame-de-la-Miséricorde et sa statue de la Sainte Vierge, datant du XVIe siècle[49],[50],[51].

Cadran solaire.
- L'église Saint-Jacques-le-Majeur, érigée en 1869[52].

Nouvel orgue église Luthérienne, à la suite de la tempête de janvier 2018 qui a détruit le clocher de l'église et l'orgue Bartholomaéi et Blési datant de 1896,,.
- L'église luthérienne, rue des Bergers construite par la famille de Dietrich au XIXe siècle[56].

Orgue Curt Schwenkedel (1965).
- Monument aux morts[58] : Conflits commémorés : Guerres 1914-1918 - 1939-1945.
- La chapelle de cimetière, jouxte l'église.

## Armoiries
Les armoiries de la commune sont mi-parti coup, au 1er d'argent au sapin de sinople, au 2e de gueules à la croix de Lorraine d'or, au 3e de sinople au grêlier d'or.
Le sapin rappelle les grandes forêts voisines et la croix symbolise l'appartenance à la Lorraine. Le grêlier est l'emblême de la famille de Dietrich, propriétaires des forges de Mouterhouse à partir du XIXe siècle.

## Personnalités liées à la commune
- Pierre René Orono de Sonis, propriétaire de la Société Anonyme des Forges et Usines de Mouterhouse, il est responsable de la construction du château de Sonis et de la rénovation de la chapelle Notre-Dame-de-la-Miséricorde.
- La famille de Dietrich, propriétaires des forges de 1843 à leur fermeture après la Seconde Guerre mondiale. Propriétaires du grand étang, ils sont à l'origine de la construction de l'église protestante.